# Partit Àrab Baath Socialista
El Partit Àrab Baath Socialista és un partit polític del Sudan del que es tenen notícies des de març de 1963.
El partit va donar generalment suport a les posicions iraquianes en contra de les del Baath de Síria. El partit fou prohibit com els altres després del cop d'estat de Gaafar al-Nimeiry de 25 de maig de 1969; no obstant va donar suport a les propostes d'unió amb Líbia i Egipte i fou generalment tolerat però també perseguit en alguns moments especialment després de 1983. Va ser legal del 1985 al 1989. Prohibit altre cop després del cop d'estat d'Omar al-Bashir el 1989, l'estiu de 1990 45 baasistes foren detinguts pel règim. A final d'any no obstant les restriccions foren alleujades quan el règim va donar suport a la invasió de Kuwait per l'Iraq. Després va tornar a ser perseguit. Es va integrar a l'Aliança Nacional Democràtica fins als acords de pau. No va participar en les eleccions del 2000 boicotejades per l'oposició. El partit es va dividir en dos fraccions.
El 2010 s'esmenta un Partit Baath del Sudan (Sudan Ba'ath Party, àrab: Hizb al-Ba'ath as-Sudani) que podria estar prohibit. però un dels líders és el mateixos que els que apareix al front del Partit Àrab Baath Socialista, Mohammed Sulayman; un líder de nom Mohamed Ali Jadin s'esmenta només per aquest partit mentre que un tercer, Ali al-Sanhouri, s'esmenta només pel partit Partit Baath del Sudan. Hi ha també un partit anomenat Partit Àrab Nasrista Sudanès Socialista del qual és portaveu Taha Mirghani Ahmad, que fou fundat abans de 1999 i podria estar relacionat amb el Baath.